# معتمدية المروج

شعار مدينة المروج.

معتمدية المروج إحدى معتمديات الجمهورية التونسية، تابعة لولاية بن عروس. وتغطي أحياء المروج 1 و3 و4 و5 و6، بينما يتبع حي المروج 2 ولاية تونس.

### مواضيع ذات علاقة
- ولاية بن عروس.